# Staffan Herrström

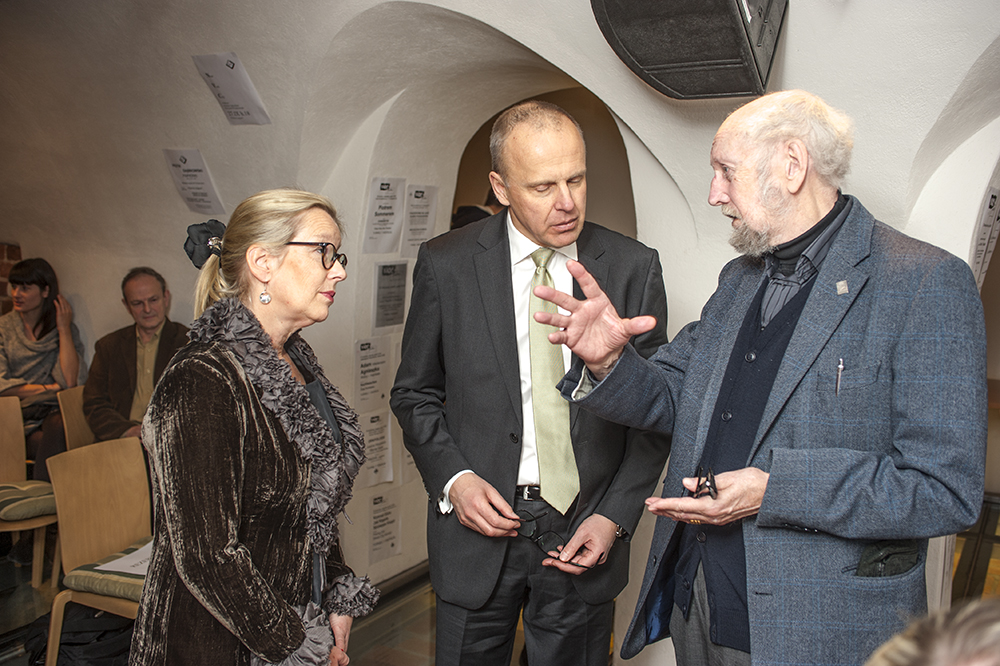
Ambassadör Herrström i samtal med svensk författare Torgny Lindgren i Warszawa - oktober 2012

Björn Staffan Mikael Herrström, född 1955 i Strängnäs, är en svensk politiker (folkpartist) och ämbetsman. Han var förbundssekreterare i Folkpartiets ungdomsförbund åren 1976–1978 samt statssekreterare i Statsrådsberedningen och chef för folkpartiets samordningskansli åren 1991–1994. Han var överdirektör på Sida under sex år innan han 2007 utnämndes till ambassadör i Tanzania. Han var ambassadör i Hanoi från 2010–2011. Åren 2011–2015 var han ambassadör i Warszawa och åren 2015–2020 ambassadör i Bangkok.